# 土庫 (高雄市阿蓮區)
土庫，是臺灣高雄市阿蓮區的一個傳統地域名稱，位於該區西南部。相較於今日行政區，其範圍大致為玉庫里不含北部凸出部分的東北部暨西北部及南部邊界地帶部分區段。
本地區境內主要聚落為拔仔林、瓦磘仔、土庫。

## 歷史
台灣日治初期，土庫地區為一街庄，稱為「土庫庄」（舊制街庄），隸屬於嘉祥外里。該庄昔日北與下坑庄、崙仔頂庄為鄰，東與九鬮庄、拕仔庄為鄰，南邊為前峰仔庄，西邊為三爺埤庄、鴨母藔庄、下社庄。
1901年（日治明治三十四年）11月11日，全台廢縣廳改設二十廳，該庄隸屬於鳳山廳。1904年（明治三十七年）5月3日，該庄編入「五甲尾區」，隸屬於鳳山廳。1909年（明治四十二年）10月25日，全台合併二十廳為十二廳，五甲尾區改隸屬於臺南廳。1920年（大正九年）10月1日，全台地方制度大改正，廢十二廳改設五州二廳，該庄改制為「土庫」大字，隸屬於高雄州岡山郡阿蓮庄（新制街庄）。
戰後阿蓮庄改制為阿蓮鄉，隸屬於高雄縣，大字亦改制為村。1950年（民國39年）10月1日，高、屏分治，阿蓮鄉仍隸屬於高雄縣。2010年（民國99年）12月25日，高雄縣、市合併為直轄高雄市，阿蓮鄉改制為阿蓮區，村亦改制為里。

## 聚落
本地區發展較早的聚落為拔仔林、瓦磘仔（部分）、土庫（部分），在日治初期的官方地圖上已有記載。

## 交通
國道1號又稱「中山高速公路」，是貫穿台灣西部的兩條縱向高速公路之一，經過本地區西南端，並在北側邊界不遠處的南科高雄園區中山高聯絡道交會口設有高科交流道（多利用該聯絡道與區道高7線交會處的匝道進出，經由該連絡道、高科交流道銜接國道1號）；南側最近的交流道為市道186號交會處的岡山交流道。由此等可快速前往國道1號沿線各地。
省道台19甲線是鹽水至赤崁的幹道，經過本地區東部邊界地帶的瓦磘仔、土庫等聚落。由該道路北行可前往阿蓮區阿蓮市區、關廟區、新化區、新市區等地，南行可前往岡山區、梓官區，並止於赤崁地區的區道高23線路口。
區道高14-1線是潭底至山隙的道路，經過本地區的拔仔林、瓦磘仔聚落。
區道高15線是田厝至大莊的道路，其北側端點（起點）位於本地區東南角南側不遠處的省道台19甲線路口。